# Sun Magic 44
Le Sun Magic 44 est une classe de voilier de la marque Jeanneau, dessinée par Andrieu Yacht Design, et commercialisée de 1987 à 1990. Puis de 1990, jusqu'en 1993 sous le nom de Sun Odyssey 44.

## Description
Ses dimensions sont 13,33 mètres de long pour 4,23 de large, avec un tirant d'eau de 2,075 mètres et un déplacement de 10 t, avec deux étages de barres de flèches. Cependant, une version dériveur avec une quille relevable a existé, ainsi qu'une version régate, avec 10 centimètres de plus de tirant d'eau, et bénéficiant d'un mât supérieur, avec 3 étages de barres de flèches.

## Compétition
Le Sun Magic 44 remporte plusieurs régates, notamment :
- Spi Ouest France 2001
- Obelix Trophy 2001
- Semaine de La Rochelle 2001
- Challenge Atlantique 2001